# Donald Culross Peattie
Donald Culross Peattie (Chicago, 21 de junho  de 1898 – Santa Bárbara, 16 de novembro de 1964) foi um botânico e naturalista norte-americano.
Considerado um dos grandes naturalistas norte-americanos, foi autor de vários livros de referência na área de botânica, principalmente sobre árvores. Era filho da jornalista e escritora Elia W. Peattie e irmão do geógrafo e escritor Roderick Peattie. Seus trabalhos inspiraram a moderna escrita sobre a natureza.

## Biografia
Peattie nasceu em 1898, em Chicago. Era filho do jornalista Robert Peattie e da escritora e também jornalista Elia W. Peattie. Pela Universidade de Chicago, estudou poesia por dois anos para depois se transferir e se formar pela Universidade Harvard, em 1922. Estudou com o proeminente botânico Merritt Lyndon Fernald. Depois de realizar trabalhos de camopo no meio-oeste e sul dos Estados Unidos, ele se tornou botânico do Departamento de Agricultura do governo norte-americano. Matinha uma coluna sobre história natural, botânica e natureza para o jornal Washington Star de 1924 a 1935.
Em algum momento da década de 1920, Peattie e sua esposa, Louise, se mudaram para Paris com uma filha de quatro anos e um bebê recém-nascido. Apenas dois dias morando na cidade e sua filha morreu subitamente, deixando o casal inconsolável. Em busca de novos ares, o casal se mudou para Veneza, onde um terceiro filho nasceu.

## Últimos anos
Peattie era uma voz defensora das dunas de Indiana. Trabalhou no conselho formado para defender as formações naturais no final dos anos 1950, tentando trazer senadores e deputados para a causa, de maneira a proteger a região do avanço industrial.

## Morte
Peattie morreu em sua casa, em Santa Bárbara, na Califórnia, aos 66 anos, devido a um infarto. Deixou a esposa, três filhos e vários netos.